# Sovretova pot
Sovretova pot pot je posvečena slovenskemu filologu, humanistu in prevajalcu antičnih del Antonu Sovretu. 
Pot ima dve izhodišči, in sicer pri železniški postaji v Hrastniku in na Dolu pri Hrastniku, poti se združita v Krnicah, cilj je v Šavni Peči, rojstnem kraju Antona Sovreta. Tradicionalni pohod je organiziran vsako leto na prvo oktobrsko soboto.  

## Opis poti

### Pot iz Hrastnika do Šavne Peči
Pot se začne pri železniški postaji v Hrastniku, kjer je urejeno veliko parkirišče. Za postajo prečka odstavni železniški tir, kjer je na zidu vidna planinska markacija za Gore. Na Dirmajerjev hrib vodi strma steza ali zložnejša asfaltna cesta, ki se konča pri Cesti Hermana Debelaka 17. Mimo vodnega zbiralnika se pot po gozdni cesti vzpenja navzgor. Po dobrih 15 minutah strma steza pripelje na asfaltno cesto, ki vodi v Krnice. Na koncu Krnic pelje gozdna pot proti Šavni Peči, kmalu se nadaljuje po kolovozu, kjer se pridruži pot z izhodiščem na Dolu pri Hrastniku. Po približno 15 minutah hoje pot pripelje v Šavno Peč, kjer je cilj Sovretove poti.

### Pot z Dola pri Hrastniku do Šavne Peči
Pot se začne pri dvorani Dolanka, kjer je urejeno veliko parkirišče. Po asfaltni cesti se nadaljuje mimo Žagarjeve kmetije navzgor proti Krajam (približno 10 minutah hoje). Nadaljuje se levo po kolovozu, pri orientaciji pomaga daljnovod. Nekoliko višje pot pod njim zavije na stezo, po 20 minutah se priključi desno na asfaltno cesto, ki vodi v vas Kovk. V vasi ob telegrafskem drogu pot zavije levo po cesti. Na koncu vasi vodi mimo Doberškove kmetije (Kovk 15). Po nekaj minutah pri razpotju ob kapelici sledi srednji poti navzdol in se ves čas drži levega brega. Kmalu se pridruži pot z izhodiščem v Hrastniku. Po približno 20 minutah hoje od kapelice pot pripelje v Šavno Peč, kjer je cilj Sovretove poti.